# علی‌آباد (سنقر)
 علی‌آباد (سنقر)، روستایی از توابع بخش کلیائی شهرستان سنقر در استان کرمانشاه ایران است.

## جمعیت
این روستا در دهستان سطر قرار دارد و براساس سرشماری مرکز آمار ایران در سال ۱۳۸۵، جمعیت آن ۱۱۰ نفر (۲۴خانوار) بوده‌است.